# Cogry/Kilbride
Cogry/Kilbride is een plaats in het Noord-Ierse County Antrim. Cogry/Kilbride telt 1167 inwoners en bestaat uit de kernen Cogry en Kilbride. Van de bevolking is 93,7% protestant en 1,5% katholiek.